# Trichomyia falcata
Trichomyia falcata är en tvåvingeart som beskrevs av Quate 1967. Trichomyia falcata ingår i släktet Trichomyia och familjen fjärilsmyggor. Inga underarter finns listade i Catalogue of Life.